# GI-HORSEPARK
『GI-HORSEPARK』（ジーワンホースパーク）はコナミデジタルエンタテインメントのメダルゲームで、競馬ゲームとして2005年に稼働した。
2006年にはバージョンアップ版である『EX』が、2009年12月からは3代目となる『GX』が、2011年9月からは4代目となる『JUDGMENT』（ジャッジメント）が稼動開始した。またEX以降は通常版の他に『GI TURFWILD』用筐体からのコンバージョン版であるSTD版が用意されている。
e-AMUSEMENT対応で、他店舗との対戦レースや全国大会を行っている。継続的なプレイのために、12ケタのパスワードを利用した情報保存システムを採用していたが、EX/EX STD以降では、e-AMUSEMENT PASSを利用するようになった。

## 概要
2004年のJRAレーシングプログラムに基づき、実在のレースを1年周期でゲームが循環する（ただし一部の重賞競走のローテーションとなっている）。GX/GX STDでは、2009年のレーシングプログラムに基づいている。ヴィクトリアマイルの追加や、ジャパンカップダートの距離変更などが該当する。また、ゲーム中に用意されている「VSレース」はランダムに選ばれた店舗同士の競走馬が対決するレースで、競馬場・馬場・距離はランダムに決められる。
ゲーム中の馬・騎手は全て実名で登場する。実況は関東のレースが山本直也、関西のレースが小林雅巳が担当している。
競走馬のミニチュアとモニターが連動しており、各競馬場の左回り、右回りなど、レースの特徴が忠実に再現されている。スペースの都合上、各レースの最大頭数は12頭立て（EX）又は最大8頭立て（EX STD）である。
2016年4月発売の3代目e-AMUSEMENT PASSや2018年10月サービス開始の「Amusement IC」（4代目e-AMUSEMENT PASS、Amusement IC対応のAime並びにバナパスポート）は、JUDGMENTのみ対応。EX/EX STD・GX/GX STDは2代目までのe-AMUSEMENT PASSしか使用できない。

## ゲーム内容
中央のトラックフィールドを取り囲むようにして12席（EX）又は10席（EX STD）のステーションがあり、そこでゲームを行う。EXの場合は、さらに最大4ステーションを追加接続可能である。プレイヤーは、馬券ゲーム、馬主ゲームの2つを同時に楽しむことができる。

### 馬券ゲーム
単勝、複勝、ワイド、連勝複式、連勝単式の5タイプの馬券からなり、1.0倍～5000(EX/EX STD以降では5000倍以上もある。最大99999.9)倍まで表示できる。EX STDとでは、単勝、連勝複式、連勝単式の3タイプのみとなる。
GX/GX STDでは、3連複と3連単が追加された。オッズはマルチベットシステムを採用している。
マルチベットシステム
選択した通り全てに対し10BET単位で賭けていく。配当はオッズ×賭け金÷賭けた組み合わせ数となる（例:賭けた組み合わせ数6、賭け金10、オッズ30倍の場合配当は30×10÷6となり最終的な配当は50枚となる）。
このシステムの利点は少ない枚数で多くの組み合わせに賭けることができ、しかも同額賭けた場合でも通常に賭けた場合と配当が同じという点にある。
例:実際のシステムの場合、100通り賭けるのに最低100枚必要になるが、この場合100通りでも10枚から賭けることが出来る。また、1000倍の配当が当たった場合（通常:100通りに1枚ずつ。マルチ:100通りで100枚）通常時は1000×1=1000枚の配当。マルチの場合1000×100÷100=1000枚と同じ配当になる。
- EX/EX STD以降では馬券称号制度があり、条件を満たすと天・地・人の各称号がもらえる。称号を入手すると、1つの馬券に賭ける枚数の上限があがったり、馬券の払戻し枚数が何％か上乗せされる。
- EX/EX STD以降では馬券コンボ制度があり、BET枚数+10枚以上のWINでコンボが1つ追加され、10連まで増える。10連までコンボが増えるとボーナスがつく。

### 馬主ゲーム
- EX/EX STD以降では、e-AMUSEMENT PASSがないとプレイ不能。最初にオーナー登録を行う。
- まず、馬を生産する必要がある。EX/EX STDでは、1枚のe-AMUSEMENT PASSで最大8頭の馬情報を管理できる。
- 調教は芝・ウッドチップ・坂路・ダートの4つのフィジカル調教と、飼葉・散歩・砂浴び・森林浴の4つのメンタル調教がある。フィジカル調教はムチボタンで緩急がつけられる。オーナーランクを上げると、他の調教バリエーションも選択できる。コンディションが悪くなると放牧することもできる。調教しなくてもレースに出走することはできる。
レースの登録料はレースにより異なる。シークレットレースは条件を満たした馬のみ出走できる。8人の騎手が選択でき、どれか1人選択し、作戦を指示する。2着以内に入賞すれば賞金が貰える。その際、騎手を選んだ時に表示されていた割合の分騎手の取り分として減額される。着外の場合でも馬の所有権を失うことはない。
- オーナーランクがあり、レースに勝つ事により最高ランクの「キング」まで昇格できる。ある程度昇格すると調教時のバリエーションが増える。EX/EX STDでは、ランクの名称・昇格条件が変わり、最高ランクが「スペシャリスト」となった。